# マクベス (1908年の映画)
『マクベス』（英語: Macbeth, 「マクベス」主人公の名）は、1908年（明治41年）製作・公開、ヴァイタグラフ・カンパニー・オヴ・アメリカ（ヴァイタグラフ・スタジオ）製作・配給によるアメリカ合衆国のサイレント映画、短篇映画である。

## 略歴・概要
ヴァイタグラフ・カンパニー・オヴ・アメリカが当時量産していた短篇映画の1作であり、ウィリアム・シェイクスピアの戯曲『マクベス』（1606年ごろ）の最初の映画化作品であるとされる。アメリカ合衆国では、同年4月19日に公開された。
日本では、日活の前身の1社である横田商会が配給し、1910年（明治43年）5月15日、東京・浅草公園六区の富士館を皮切りに公開された。同時上映は、入船辰三郎一座を主演に同社が製作した『医師と武士の交際』である。
現在、本作の原版・上映用プリント等は散逸し現存しないとみなされている。

## スタッフ・作品データ
- 監督 : J・スチュアート・ブラックトン
- 原作 : ウィリアム・シェイクスピア
- 美術 : フランク・ベンソン

- 上映時間（巻数、フィート数） : 約10分（1巻もの、835フィート）[5]
- フォーマット : 白黒映画（彩色）[5] - スタンダードサイズ（1.37:1） - サイレント映画
- 日本初回興行 : 浅草・富士館 [3]

## キャスト
クレジット順
- ウィリアム・V・レイナス （William V. Ranous） - マクベス
- ポール・パンザー （Paul Panzer） - マクダフ （Macduff）
- チャールズ・ケント （Charles Kent） - ダンカン1世

アルファベット順
- ルイーズ・カーヴァー （Louise Carver） - マクベス夫人 （Lady Macbeth）
- エドゥアール・ド・マックス （Édouard de Max）

- フローレンス・ローレンス - 宴会の客
- フローレンス・ターナー （Florence Turner） - 宴会の客

## 関連事項
- 1910年の日本公開映画
- ヴァイタグラフ・スタジオ （en:Vitagraph Studios）
- フランク・ベンソン (俳優) （en:Frank Benson (actor)）
- J・スチュアート・ブラックトン （en:J. Stuart Blackton）

## 註
1. 1 2  Macbeth, Internet Movie Database （英語）, 2010年7月26日閲覧。
2. ↑  William Shakespeare - IMDb（英語）, 2010年7月26日閲覧。
3. 1 2  『日本映画発達史 I 活動写真時代』 、田中純一郎、中公文庫、1975年12月10日 ISBN 4122002850, p.190.
4. ↑  医師と武士の交際、日本映画データベース、2010年7月26日閲覧。
5. 1 2 3  Macbeth, silentera.com （英語）, 2010年7月26日閲覧。